# Сід Чарісс
Сід Чарісс (англ. Cyd Charisse, справжнє ім'я Тула Елліс Фінклі (Tula Ellice Finklea); 8 березня 1921 — 17 червня 2008) — американська балерина, акторка театру та кіно, найбільш відома ролями у мюзиклах. Спочатку займаючись балетом, на початку 1940-х почала активно зніматися в голлівудських фільмах. Знімалася у мюзиклах з такими всесвітньо відомими партнерами, як Фред Астер, Джин Келлі, Ден Дейлі. Удостоєна зірки на Голлівудській алеї слави.

## Біографія
Елліс Фінклі, відома як Сід Чарісс, народилася в місті Амарілло (Техас) в родині ювеліра Ернста Фінклі та Ліли, до шлюбу Норвуд. У 8 років Елліс, перехворівши на поліомієліт, почала займатися балетом. Батько заохочував її заняття, встановив у її кімнаті балетну палицю і дзеркало в повен зріст. Незабаром сім'я переїхала до Голлівуду, де Елліс почала вчитися в Hollywood Professional School. З 12 років протягом року вона займалася в студії танцюриста Ніко Чарісса в Лос-Анджелесі. Пізніше серед її педагогів були Адольф Больм і Броніслава Ніжинська. У 1937 вступила в трупу «Російський балет Монте-Карло» і почала гастролювати з нею США. За традицією того часу виступала під «російськими» псевдонімами: спочатку як Наташа Тулаліс, потім як Фелія Сидорова та Марія Істоміна.
У 1939 році Елліс втратила батька, через що затрималася в США, тоді як вся трупа відпливала до Європи. У тому ж році в Європі вона одружилася з Ніко Чаріссом. З початком війни повернулася в США. Залишивши сцену, вирішила спробувати себе в Голлівуді. У 1941 році під псевдонімом Лілі Норвуд (Сід взяла дошлюбне прізвище своєї матері) вона почала зніматися в кіно — спочатку як танцюристка в епізодах. У 1942 році отримала першу роль, зазначену в титрах (Лілі в Something to Shout About), потім виконала роль балерини Галини Уланової в фільмі «Місія в Москву» (1943). У 1946 році студія MGM підписала з нею контракт. З цього моменту почала зніматися як Сід Чарісс, додавши до прізвища чоловіка прізвисько, дане їй в дитинстві братом, похідне від «Сіс» (від англ. Sister — «сестра»). Першою роллю, де Сід почала говорити, стала Дебора Ендрюс у фільмі «Дівчата Гарві [en]» (1946).
Справжню популярність акторці приніс фільм «Співаючі під дощем» (1952), де вона знялася в танцювальній сюїті «Бродвейська мелодія» як партнерка Джина Келлі. У тому ж році ноги Сід Чарісс були застраховані на 5 мільйонів доларів кожна (за даними Книги рекордів Гіннеса це була найвища страхова сума тих років). Тоді ж керівництво MGM вирішило зробити її партнеркою своєї головної танцювальної зірки — Фреда Астера. У 1953 році вони знялися разом у фільмі «Театральний фургон»: танцювальний епізод «Танцюючи в темряві» на музику однойменної пісні, поставлений Астером, став одним з найвідоміших танців в історії кіно. Астер дотепно назвав Чарріс «танцюючим динамітом».
Пізніше Чарісс знімалася як з Астером, так і з Джином Келлі. Час від часу вона також отримувала ролі «без танців» («Дівчина з вечірки», 1958; «Два тижні в чужому місті» і «Щось повинно трапитися», 1962). У 1958 році за роль комісарки Ніни Ющенко, посланої радянським міністерством у Париж (романтична комедія «Шовкові панчішки», 1957) була номінована на премію «Золотий глобус» за найкращу жіночу роль у комедії або мюзиклі.
З заходом ери кіно-мюзиклу почала зніматися в детективах в амплуа елегантної і самодостатньої «фатальної жінки». Ставши менш затребуваною в Голлівуді, почала виступати з другим чоловіком, Тоні Мартіном, який в 1963 році відкрив нічний клуб. Разом з ним гастролювала за кордоном. Також грала в драматичних постановках регіональних труп, проте дебютувала на Бродвеї лише в 1992, у віці 71 років, коли її запросили приєднатися до оновленого акторського складу мюзиклу «Гранд-готель», де вона замінила Ліліан Монтевеккі. В інтерв'ю журналу People Сід Чарісс сказала, що танцювати на Бродвеї було метою, яку їй не вдалося досягти — і це здорово нарешті бути там.
Померла в Лос-Анджелесі від серцевої недостатності.

### Особисте життя
У 1939 році під час гастролей по Європі Елліс Фінклі одружилася зі своїм педагогом, власником лос-анджелеської танцювальної студії Ніко Чаріссом. У 1941 році вони з'явилася разом в танцювальному епізоді фільму Rumba Serenade. Народила сина Ніко «Нікі» Чарісса. У 1947 році пара розлучилася, після чого Сід залишила прізвище чоловіка.
У 1948 році пошлюбила голлівудського співака і актора португало-єврейського походження Тоні Мартіна. Щасливий шлюб тривав 60 років, до смерті акторки в 2008 році. В шлюбі Сід народила сина Тоні Мартіна-молодшого. Чоловік також усиновив її сина від першого шлюбу. У 1976 році подружжя видало спільну автобіографію The Two of Us.

## Фільмографія
- 1941 — епізоди у фільмах  Rumba Serenade, «Поема», «Я знав, що так буде», «Хто-небудь дзвонив?»
- 1942 — епізоди у фільмах  Магія Магнолії, Це моя любов
- 1946 — Three Wise Fools
- 1946 — танцюристка в мюзиклі «Роберта»
- 1985 — телесеріал «Вона написала вбивство» (1-й епізод II сезону)

| Рік  |    | Українська назва                         | Оригінальна назва                        | Роль                                                                 |
| ---- | -- | ---------------------------------------- | ---------------------------------------- | -------------------------------------------------------------------- |
| 1941 | кф | The Gay Parisian                         | The Gay Parisian                         |                                                                      |
| 1943 | ф  | Тисячі привітань                         | Thousands Cheer                          |                                                                      |
| 1943 | ф  | Місія в Москву                           | Mission to Moscow                        | балерина Галина Уланова                                              |
| 1943 | ф  | Something to Shout About                 | Something to Shout About                 |                                                                      |
| 1945 | ф  | Ziegfeld Follies                         | Ziegfeld Follies                         |                                                                      |
| 1946 | ф  | Поки пливуть хмари                       | Till the Clouds Roll By                  | Танцівниця (партнер - Говер Чемпіон)                                 |
| 1946 | ф  | Дівчата Харві                            | The Harvey Girls                         | Дебора Ендрюс (перша роль зі словами)                                |
| 1947 | ф  | Фієста                                   | Fiesta                                   | Танцівниця в сцені                                                   |
| 1947 | ф  | Незакінчений танець                      | The Unfinished Dance                     | Аріан Буше                                                           |
| 1948 | ф  | Words and Music                          | Words and Music                          | Марго Грант                                                          |
| 1948 | ф  | On an Island with You                    | On an Island with You                    |                                                                      |
| 1948 | ф  | The Kissing Bandit                       | The Kissing Bandit                       | Танцівниця в сцені                                                   |
| 1950 | ф  | East Side, West Side                     | East Side, West Side                     |                                                                      |
| 1950 | ф  | Tension                                  | Tension                                  |                                                                      |
| 1952 | ф  | Співаючи під дощем                       | Singin' in the Rain                      |                                                                      |
| 1952 | ф  | The Wild North                           | The Wild North                           | Індійка                                                              |
| 1953 | ф  | Театральний фургон                       | The Band Wagon                           | Габріель Жерар ( Тоні Хантер — Фред Астер, хореографія Майкла Кідда) |
| 1953 | ф  | Easy to Love                             | Easy to Love                             | камео                                                                |
| 1953 | ф  | Sombrero                                 | Sombrero                                 |                                                                      |
| 1954 | ф  | Бригадун                                 | Brigadoon                                |                                                                      |
| 1954 | ф  | Глибоко в моєму серці                    | Deep in My Heart                         |                                                                      |
| 1955 | ф  | It's Always Fair Weather                 | It's Always Fair Weather                 |                                                                      |
| 1956 | ф  | Meet Me in Las Vegas                     | Meet Me in Las Vegas                     |                                                                      |
| 1957 | ф  | Шовкові панчохи                          | Silk Stockings                           |                                                                      |
| 1958 | ф  | Party Girl                               | Party Girl                               |                                                                      |
| 1958 | ф  | Twilight for the Gods                    | Twilight for the Gods                    |                                                                      |
| 1961 | ф  | Black Tights                             | Black Tights                             |                                                                      |
| 1961 | ф  | Five Golden Hours                        | Five Golden Hours                        |                                                                      |
| 1962 | ф  | Something's Got to Give                  | Something's Got to Give                  |                                                                      |
| 1962 | ф  | Два тижні в іншому місті                 | Two Weeks in Another Town                |                                                                      |
| 1965 | ф  | Assassination in Rome                    | Assassination in Rome                    |                                                                      |
| 1976 | ф  | Won Ton Ton, the Dog Who Saved Hollywood | Won Ton Ton, the Dog Who Saved Hollywood |                                                                      |
| 1978 | ф  | Warlords of Atlantis                     | Warlords of Atlantis                     |                                                                      |

## В театрі
Російський балет Монте-Карло
- «Блудний син» Прокоф'єва в постановці Давида Лішина
- «Спляча красуня» Чайковського

На Бродвеї
- 1992 — прима-балерина Єлизавета Грушинська, «Гранд-готель[en]», мюзикл 1989 року (почергово із Зіною Бетьюн)

## Нагороди
- 2006 — Національна медаль США в області мистецтв
- 2006 — Gypsy Lifetime Achievement Award Спілки професійних танцюристів (Professional Dancers Society)[5].